# جودث کواینی
جودث کواینی (هنگام تولد: شکسپیر؛ غسل تعمید ۲ فوریهٔ ۱۵۸۵ – ۹ فوریهٔ ۱۶۶۲)، دختر کوچکتر ویلیام شکسپیر و آن هثوی و دوقلوی غیرهمسان تنها پسرشان همنت شکسپیر بود. او با توماس کواینی، یک می‌فروش در استراتفورد ازدواج کرد. رویدادهای ازدواج، شامل بدرفتاری کواینی، ممکن است باعث بازنویسی وصیت‌نامهٔ شکسپیر شده باشد. توماس خارج شد، در حالی که وراثت جودث با مقررات به حفاظت این از همسرش وابسته بود. میزان املاک شکسپیر که در یک ملک موقوفهٔ متروکه باقی مانده بود، به خواهر بزرگترش سوزانا و وراث مذکرش رسید.